# Niall Collins
Niall Collins, né le 30 mars 1973 à Limerick, est un homme politique irlandais, membre du Fianna Fáil (FF). 
De 2020 à 2025, il est secrétaire d'État chargé des Compétences et de l'Enseignement supérieur avant de devenir, en janvier 2025, secrétaire d'État au Droit international, à la Réforme du droit et à la Justice pour les mineurs.
Il est député pour la circonscription du comté de Limerick depuis 2016, de 2011 à 2016 pour la circonscription de Limerick et de 2007 à 2011 pour la circonscription de Limerick West.

## Carrière
Collins est membre du conseil du comté de Limerick pour la zone de Bruff, élu pour la première fois lors des élections locales de 2004.
Collins est élu pour la première fois au Dáil Éireann lors des élections générales de 2007 pour Limerick West. Il est élu au premier décompte et obtient le vote le plus élevé parmi tous les nouveaux venus au 30e Dáil. Son grand-père James Collins représente Limerick West au Dáil de 1948 à 1967. Son oncle Gerry Collins est un ancien ministre et député européen, qui est député pour Limerick West de 1967 à 1997. Un autre oncle, Michael J. Collins, siège pour Limerick West au Dáil de 1997 jusqu'à sa retraite en 2007.
Il occupe plusieurs postes au banc avant Fianna Fáil, il est porte-parole de l'opposition pour la justice et l'égalité de 2011 à 2016, porte-parole pour l'emploi, l'entreprise et l'innovation de mai 2016 à mars 2018 et porte-parole pour les affaires étrangères et le commerce de mars 2018 à juin 2020.
Collins est nommé ministre d'État au Département de l'enseignement supérieur et supérieur, de la recherche, de l'innovation et de la science, chargé des compétences et de l'enseignement supérieur en juillet 2020.